# Frans Eemil Sillanpää
Frans Eemil Sillanpää, född 16 september 1888 i Tavastkyro i Birkaland, död 3 juni 1964 i Helsingfors, var en finländsk, finskspråkig författare. Han erhöll 1939 Nobelpriset i litteratur, den förste och hittills (2025) ende finländare som fått det.
Sillanpää gjorde litterär debut med boken Elämä ja aurinko (”Livet och solen”) 1916, och fortsatte med romanen Hurskas kurjuus (”Det fromma eländet”) (1919). Hans största framgång kom med Nuorena nukkunut (”Silja”) (1931). Hans sista bok, Ihmiselon ihanuus ja kurjuus (”Människolivets ljuvlighet och elände”) var en delvis självbiografisk roman. I ungdomen studerade Sillanpää naturvetenskap vid universitetet i Helsingfors, vilket återspeglades i hans verk, där människan (individen) skildrades som en kugge i ett biologiskt maskineri.

## Biografi
Sillanpää föddes i en jordbrukarfamilj och läste på Tammerfors Lyceum efter folkskolan. Han var begåvad och uppmanades att läsa medicin vid universitetet, men föredrog andra ämnen. Efter fem års studier återvände han till hemorten 1913 utan att ha tagit examen, men med en modern naturvetenskaplig världsåskådning. Han började att skriva på sin kammare och utgav 1916 sin första roman. Den följdes snabbt av flera och totalt gav han ut sju romaner och tio novellsamlingar om livet på landsbygden i västra Finland. Novellerna översattes till svenska så snart de kom ut och hans stora romaner översattes till ett tiotal språk. Flera av hans böcker filmatiserades mellan 1937 och 1956.
Sillanpää gifte sig med tjänsteflickan Sigrid Salomäki 1916 och året efter föddes parets första barn. Familjen, som var hårt ekonomiskt trängd, levde ett kringflackande liv med efterhand åtta barn. När hustrun dog på våren 1939, var det ett slag han aldrig helt repade sig från. Senare samma år gifte han om sig med sin sekreterare Anna von Hertzen och reste med henne och tre av barnen till Stockholm för att ta emot Nobelpriset. Familjen stannade kvar i Sverige tills vinterkriget var slut och Sillanpää samlade in pengar till Finlands krig genom sina framträdanden. Äktenskapet slutade i skilsmässa och Sillanpää togs in på Kammio sjukhus för vård. När han skrevs ut 1943 var han helt förvandlad. Hans radioframträdanden och julpredikningar blev en fast tradition och hans popularitet nådde nya höjder. Som radioröst nådde han paradoxalt nog ut till en större publik än med sina litterära verk.

## Utmärkelser
Asteroiden 1446 Sillanpää är uppkallad efter honom.

## Svenska översättningar
- Det fromma eländet: ett avslutat finskt livsöde (Hurskas kurjuus) (översättning Hagar Olsson, Svenska andelsförlaget, 1920)
- Två människobarn (Hiltu ja Ragnar) (översättning Hjalmar Dahl, Svenska andelsförlaget, 1923)
- Nära jorden: anspråkslösa berättelser (Maan tasalta) (översättning Bertel Gripenberg, Bonnier, 1924)
- Änglarnas skyddslingar (Enkelten suojatit) (översättning Ragnar Ekelund, Bonnier, 1925)
- Livet och solen (Elämä ja aurinko) (översättning Bertel Gripenberg, Bonnier, 1926)
- Stugbacken: noveller och spånor (Töllinmäki) (översättning Ragnar Ekelund, Bonnier, 1927)
- Människobarn på livets stråt (Ur Ihmislapsia elämän saatossa och Rakas isänmaani) (översättning Ragnar Ekelund, Bonnier, 1928)
- Silja: berättelsen om ett gammalt släktträds sista gröna skott (Nuorena nukkunut) (översättning Ragnar Ekelund, Schildt, 1931). Ny översättning av Fredrik Therman (Sahlgren, 1989)
- Mot uppenbarelsen och andra noveller (översättning Ragnar Ekelund, Schildt, 1932)
- En mans väg: om förhållandena på Ahrola gård sedan Paavo blivit dess husbonde (Miehen tie) (översättning Henning Söderhjelm, Schildt, 1933)
- Människor i sommarnatten: episk svit (Ihmiset suviyössä) (översättning Henning Söderhjelm, Schildt, 1935)
- Färden till Kvarnbäcken och andra historier (översättning Ragnar Ekelund, Schildt, 1936)
- Hiltu och Ragnar och andra berättelser (Hiltu ja Ragnar) (översättning Hjalmar Dahl, Ragnar Ekelund och Bertel Gripenberg, Wahlström & Widstrand, 1939)
- Finskt folk (anonym översättning?, Svenska journalen, 1940)
- Skördemånad (Elokuu) (översättning R.R. Eklund, Wahlström & Widstrand, 1941)
- Människolivets ljuvlighet och elände (Ihmiselon ihanuus ja kurjuus) (översättning Hjalmar Dahl, Wahlström & Widstrand, 1946)
- Från unga år (Poika eli elämäänsä) (översättning Ragnar Ekelund och Nils-Börje Stormbom, Wahlström & Widstrand, 1954)
- Middagshöjd (Ur Kerron ja kuvailen och Päivä korkeimmillaan) (översättning Hjalmar Dahl, Wahlström & Widstrand, 1958)

## Utvalda verk
- Ihmiset suviyössä (1934)
- Miten onneksi arpa lankee (1928)
- Virran pohjalta (1932)
- Miehen tie (1932)
- Rippi (1928)
- Viidestoista (1936)
- Erään elämän satoa (1947)